# Orgie sanglante 2
Série
Orgie sanglante
(1963)
Pour plus de détails, voir Fiche technique et Distribution.
Orgie sanglante 2 (Blood Feast 2: All U Can Eat) est un film américain réalisé par Herschell Gordon Lewis, sorti en 2002.

## Synopsis
Le petit-fils de Fuad Ramses est de retour et ouvre un service de traiteur qui est principalement constitué de parties humaines. Le festin est servi !

## Fiche technique
- Titre : Orgie sanglante 2
- Titre original : Blood Feast 2: All U Can Eat
- Réalisation : Herschell Gordon Lewis
- Scénario : W. Boyd Ford
- Production : Jacky Lee Morgan, W. Boyd Ford, Penelope Helmer, Melissa Morgan, Brian Pitt, Jimi Woods et David F. Friedman
- Photographie : Chris W. Johnson
- Montage : Steven Teagle
- Décors : Michelle Rolland
- Costumes : Kacee Pecue
- Pays d'origine : États-Unis
- Format : Couleurs - 1,85:1 - Dolby Digital - 35 mm
- Genre : Comédie horrifique
- Durée : 99 minutes
- Date de sortie : 2002 (États-Unis)

## Distribution
- John McConnell : le détective Dave Loomis
- Mark McLachlan : le détective Mike Myers
- Melissa Morgan : Mme Lampley
- Toni Wynne : Tiffani Lampley
- J.P. Delahoussaye : Fuad Ramses III
- Chris Mauer : Mr Lampley
- Christy Brown : Bambi Deere
- Christina Cuenca : Misti Morning
- Michelle Miller : Laci Hundees
- Kristi Polit : Trixi Treeter
- Jill Rao : Candi Graham
- Cindy Roubal : Brandi Alexander
- Veronica Russell : la secrétaire

## Production

### Lieux de tournage
Le tournage s'est déroulé à Abita Springs et Mandeville, en Louisiane.

## Autour du film
- Herschell Gordon Lewis était déjà l'auteur du premier Orgie sanglante en 1963.
- Lors de chacune de ses apparitions, on peut voir le détective Loomis manger quelque chose de différent.
- À noter, une petite apparition du réalisateur John Waters en curé pédophile.
- Le producteur David F. Friedman, qui faisait déjà une petite apparition en tant que mari ivre dans la version de 1963, apparaît ici en tant qu'invité lors d'un mariage.